# Fabriciana caeca
Fabriciana caeca är en fjärilsart som beskrevs av Fritz Preissecker 1910. Fabriciana caeca ingår i släktet Fabriciana och familjen praktfjärilar. Inga underarter finns listade i Catalogue of Life.